# Нова Стшемешна
Нова Стшемешна (пол. Nowa Strzemeszna) — село в Польщі, у гміні Черневиці Томашовського повіту Лодзинського воєводства.
Населення — 66 осіб (2011).
У 1975-1998 роках село належало до Пйотрковського воєводства.

## Демографія
Демографічна структура станом на 31 березня 2011 року:
|          | Загалом | Допрацездатний вік | Працездатний вік | Постпрацездатний вік |
| -------- | ------- | ------------------ | ---------------- | -------------------- |
| Чоловіки | 36      | 5                  | 27               | 4                    |
| Жінки    | 30      | 5                  | 15               | 10                   |
| Разом    | 66      | 10                 | 42               | 14                   |